# Збаровичи (Минский район)
Збаровичи (бел. Зба́равічы) — деревня в Минском районе Минской области Республики Беларусь. В составе Шершунского сельсовета.

## География
Пролегает дорога Н8951.
Ближайшие населённые пункты Агарки, Жуки, Рогово и др.

### Гидрография
Река Гуйка.

## История
В 1909 году в Заславской волости Минского уезда Минской губернии.

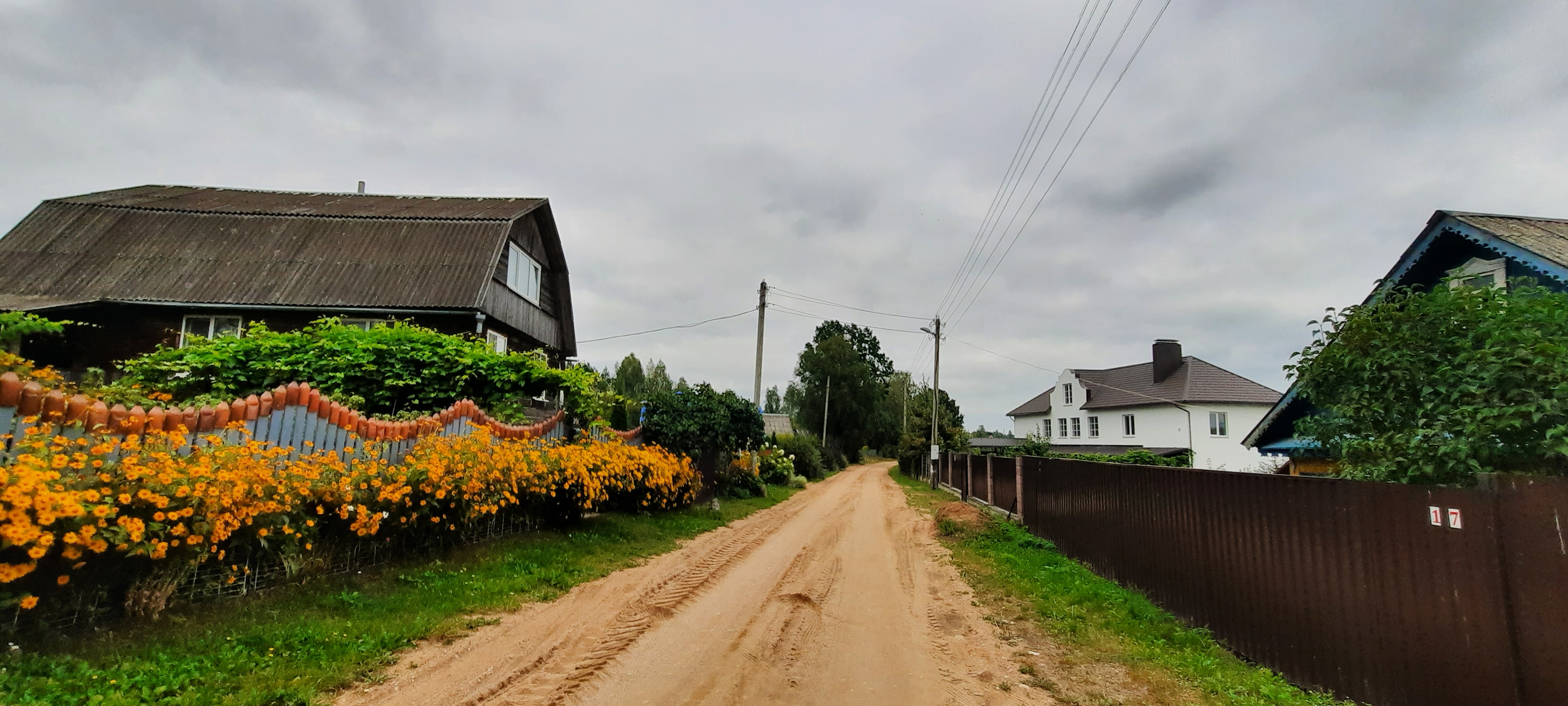

## Население

### Численность
- 2009 год — 19 человек

### Динамика
- 1909 год — 75 человек, 13 дворов (деревня); 10 человек, 1 двор (имение)[2]
- 1999 год — 30 человек (перепись населения)
- 2009 год — 19 человек (перепись населения)[2]

## Достопримечательность
- Городище периода раннего железного века, 0,5 км на юго-восток от деревни Збаровичи[3] —  Историко-культурная ценность Республики Беларусь, шифр 613В000356.